# Bystré (Mochtín)
Bystré je malá vesnice, část obce Mochtín v okrese Klatovy v Plzeňském kraji. Nachází se tři kilometry východně od Mochtína. Prochází zde silnice I/22. Je zde evidováno 25 adres. V roce 2011 zde trvale žilo 43 obyvatel.
Bystré leží v katastrálním území Bystré u Klatov o rozloze 2,19 km².

## Historie
První písemná zmínka o vesnici pochází z roku 1552.

## Obyvatelstvo
| Rok            | 1869 | 1880 | 1890 | 1900 | 1910 | 1921 | 1930 | 1950 | 1961 | 1970 | 1980 | 1991 | 2001 | 2011 | 2021 |
| -------------- | ---- | ---- | ---- | ---- | ---- | ---- | ---- | ---- | ---- | ---- | ---- | ---- | ---- | ---- | ---- |
| Počet obyvatel | 192  | 194  | 170  | 166  | 186  | 181  | 184  | 110  | 112  | 99   | 55   | 35   | 42   | 43   | 40   |
| Počet domů     | 25   | 29   | 28   | 31   | 31   | 30   | 30   | 30   | 27   | 24   | 19   | 22   | 21   | 20   | 21   |

## Obecní správa
Při sčítání lidu v letech 1850–1975 Bystré bylo samostatnou obcí v okrese Klatovy. Od 1. července 1975 do 31. prosince 1979 bylo částí obce Kocourov v okrese Klatovy. Od 1. ledna 1980 je částí obce Mochtín v okrese Klatovy. V letech 1850–1929 k obci patřily Kocourov, Nový Čestín a Těšetiny.

## Pamětihodnosti
- Kaple na návsi
- Křížek u hlavní silnice

## Další fotografie

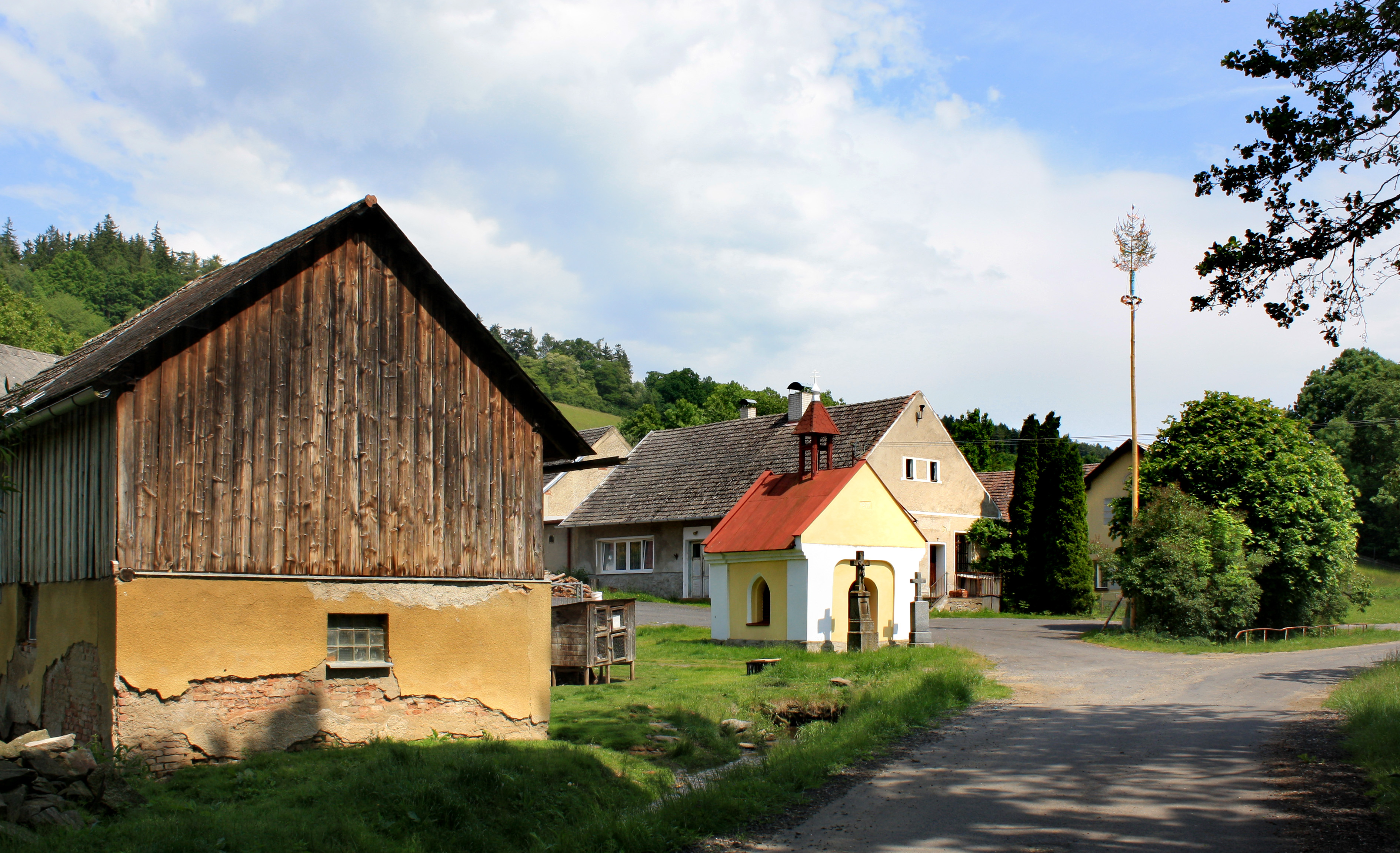
Náves
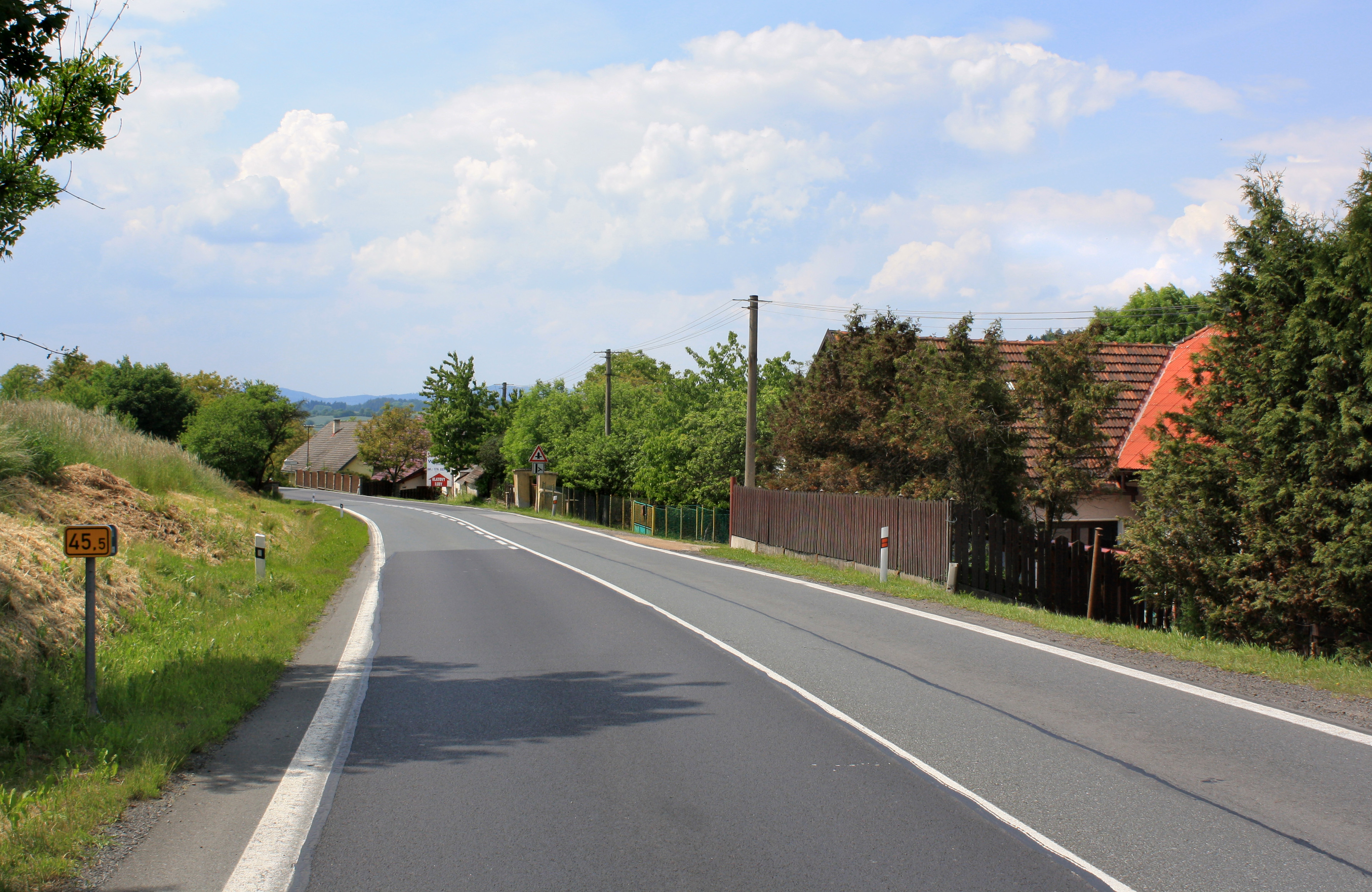
Silnice I/22
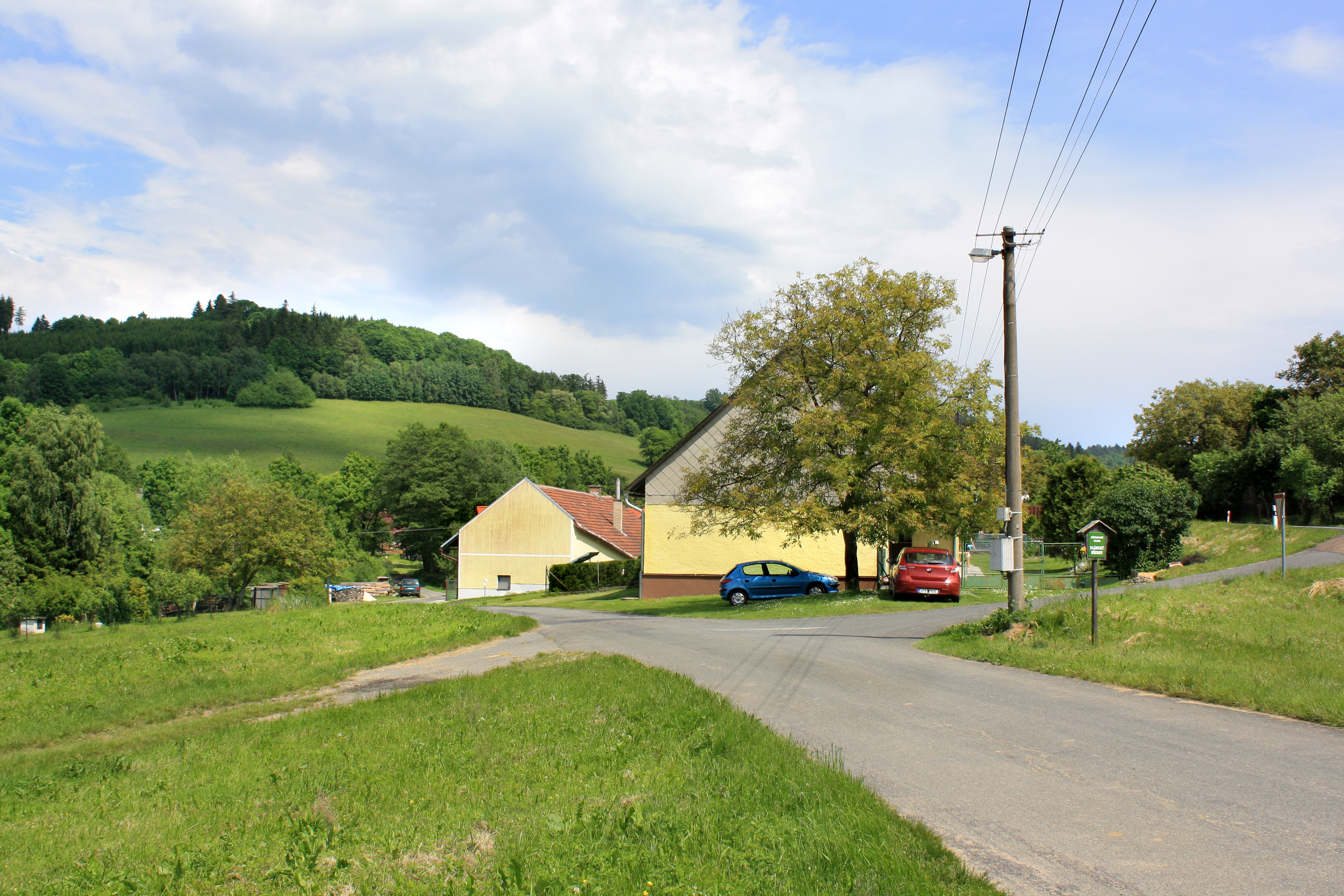
Vesnice od západu